# شاي نيل
شاي نيل (بالإنجليزية: Shay Neal) هو لاعب هوكي الحقل نيوزلندي، ولد في 4 يونيو 1990 في وانغاري في نيوزيلندا.

## وصلات خارجية
- شاي نيل على موقع الاتحاد الدولي للهوكي (الإنجليزية)
- شاي نيل على موقع اللجنة الأولمبية الدولية (الإنجليزية)
- شاي نيل على موقع أوليمبيديا (الإنجليزية)
- شاي نيل على موقع اللجنة الأولمبية النيوزيلندية (الإنجليزية)
- شاي نيل على موقع اتحاد ألعاب الكومنولث (مؤرشف) (الإنجليزية)